# 片瀬永遠
片瀬 永遠（かたせ はるか、1980年3月14日 - ）は、東京都出身のストリッパー。新宿TSミュージック所属。
2003年4月21日同劇場にてデビュー。
身長165cm・スリーサイズはB87・W58・H89、血液型はA型。 
趣味はクラシックバレエ。